# 大瓣紫花山莓草
大瓣紫花山莓草（学名：Sibbaldia purpurea var. macropetala）为蔷薇科山莓草属下的一个变种。

## 扩展阅读
- 維基物種上的相關：大瓣紫花山莓草